# John Turmel
Pour les articles homonymes, voir Turmel.
John C. Turmel, né le 22 février 1951 à Rouyn au Québec, est un candidat perpétuel (en) québécois aux élections québécoises et canadiennes. Il détient selon le Livre Guinness des records le record du plus grand nombre d’élections disputées et du plus grand nombre d’élections perdues en ayant participé à 112 élections et perdu 111 élections. Son autre candidature était pour une élection partielle qui avait été annulée par une élection générale.

## Liste des 110 élections
|     | Date               | Niveau                 | Lieu                                             | Parti                               | Voix    | %       |
| --- | ------------------ | ---------------------- | ------------------------------------------------ | ----------------------------------- | ------- | ------- |
| 1   | 22 mai 1979        | Fédéral                | Ottawa-Ouest                                     | Indépendant                         | 193     | 0,35    |
| 2   | 20 février 1980    | Fédéral                | Ottawa-Centre                                    | Indépendant                         | 62      | 0,13    |
| 3   | 24 mars 1980       | Fédéral (partielle)    | Frontenac                                        | Indépendant                         | 101     | 0,31    |
| 4   | 8 septembre 1980   | Fédéral (partielle)    | Hamilton-Ouest                                   | Indépendant de crédit social        | 88      | 0,28    |
| 5   | 10 novembre 1980   | Municipal              | Ottawa                                           | -                                   | 1 928   | 2,21    |
| 6   | 20 novembre 1980   | Provincial (partielle) | Carleton                                         | Crédit social                       | 95      | 0,39    |
| 7   | 19 mars 1981       | Provincial             | Ottawa-Centre                                    | Crédit social                       | 376     | 1,48    |
| 8   | 12 avril 1981      | Fédéral (partielle)    | London-Ouest                                     | Indépendant                         | 37      | 0,08    |
| 9   | 4 mai 1981         | Fédéral (partielle)    | Lévis                                            | Indépendant                         | 172     | 0,51    |
| 10  | 17 août 1981       | Fédéral (partielle)    | Spadina                                          | Indépendant                         | 69      | 0,31    |
| 11  | 17 juin 1982       | Provincial (partielle) | Hamilton-Ouest (en)                              | Parti chrétien du crédit            | 173     | 0,75    |
| 12  | 12 octobre 1982    | Fédéral (partielle)    | Broadview—Greenwood                              | Parti chrétien du crédit            | 19      | 0,07    |
| 13  | 4 novembre 1982    | Provincial (partielle) | York-Sud                                         | Parti chrétien du crédit            | 67      | 0,27    |
| 14  | 8 novembre 1982    | Municipal              | Gloucester                                       | -                                   | 1 193   | 1,27    |
| 15  | 29 août 1983       | Fédéral (partielle)    | Nova-Centre                                      | Indépendant                         | 46      | 0,15    |
| 16  | 15 décembre 1983   | Provincial (partielle) | Stormont—Dundas—South Glengarry                  | Indépendant                         | 97      | 0,46    |
| 17  | 4 septembre 1984   | Fédéral                | Beaches                                          | Indépendant                         | 112     | 0,31    |
| 18  | 13 décembre 1984   | Provincial (partielle) | Ottawa-Centre                                    | Indépendant                         | 90      | 0,46    |
| 19  | 2 mai 1985         | Provincial             | Ottawa-Centre                                    | Indépendant                         | 364     | 1,33    |
| 20  | 12 novembre 1985   | Municipal              | Nepean                                           | -                                   | 1 405   | 7,25    |
| 21  | 17 avril 1986      | Provincial (partielle) | York-Est (en)                                    | Parti du crédit social de l'Ontario | 44      | 0,17    |
| 22  | 14 août 1986       | Provincial (partielle) | Cochrane-Nord                                    | Parti du crédit social de l'Ontario | 75      | 0,74    |
| 23  | 29 septembre 1986  | Fédéral (partielle)    | Saint-Maurice                                    | Créditiste indépendant              | 104     | 0,31    |
| 24  | 20 juillet 1987    | Fédéral (partielle)    | Hamilton Mountain                                | Indépendant                         | 166     | 0,50    |
| 25  | 10 septembre 1987  | Provincial             | Ottawa-Centre                                    | Indépendant                         | 598     | 2,03    |
| 26  | 31 mars 1988       | Provincial (partielle) | London-Nord (en)                                 | Indépendant                         | 115     | 0,35    |
| 27  | 3 novembre 1988    | Provincial (partielle) | Welland—Thorold                                  | Indépendant                         | 187     | 0,65    |
| 28  | 14 novembre 1988   | Municipal              | Ottawa                                           | -                                   | 3 123   | 3,88    |
| 29  | 21 novembre 1988   | Fédéral                | Ottawa-Centre                                    | Indépendant                         | 152     | 0,31    |
| 30  | 13 août 1990       | Fédéral (partielle)    | Oshawa                                           | Indépendant                         | 50      | 0,20    |
| 31  | 6 septembre 1990   | Provincial             | Ottawa-Centre                                    | Indépendant                         | 160     | 0,53    |
| 32  | 10 décembre 1990   | Fédéral (partielle)    | York-Nord                                        | Indépendant                         | 97      | 0,23    |
| 33  | 12 novembre 1991   | Municipal              | Municipalité régionale d'Ottawa–Carleton (en)    | -                                   | 3 574   | 1,81    |
| 34  | 23 octobre 1993    | Fédéral                | Frontenac                                        | Abolitionniste                      | 195     | 0,63    |
| 35  | 2 décembre 1993    | Provincial (partielle) | Essex-Sud (en)                                   | Indépendant                         | 84      | 0,46    |
| 36  | 17 mars 1994       | Provincial (partielle) | Victoria—Haliburton                              | Indépendant                         | 123     | 0,52    |
| 37  | 14 novembre 1994   | Municipal              | Municipalité régionale d'Ottawa–Carleton (en)    | -                                   | 4 563   | 2,35    |
| 38  | 13 février 1995    | Fédéral (partielle)    | Ottawa—Vanier                                    | Parti abolitionniste                | 46      | 0,23    |
| 39  | 8 juin 1995        | Provincial             | Ottawa-Centre                                    | Indépendant                         | 173     | 0,61    |
| 40  | 25 mars 1996       | Fédéral (partielle)    | Etobicoke-Nord                                   | Parti abolitionniste                | 75      | 0,28    |
| 41  | 17 juin 1996       | Fédéral (partielle)    | Hamilton-Est                                     | Parti abolitionniste                | 21      | 0,08    |
| 42  | 2 juin 1997        | Fédéral                | Ottawa-Ouest—Nepean                              | Indépendant                         | 211     | 0,39    |
| 43  | 4 septembre 1997   | Provincial (partielle) | Ottawa-Ouest                                     | Indépendant                         | 201     | 0,93    |
| 44  | 10 novembre 1997   | Municipal              | Municipalité régionale d'Ottawa–Carleton (en)    | -                                   | 4 126   | 2,50    |
| 45  | 14 septembre 1998  | Fédéral (partielle)    | Sherbrooke                                       | Abolitionniste indépendant          | 97      | 0,27    |
| 46  | 12 avril 1999      | Fédéral (partielle)    | Windsor—Sainte-Claire                            | Parti abolitionniste                | 106     | 0,33    |
| 47  | 3 juin 1999        | Provincial             | Ottawa-Ouest—Nepean                              | Indépendant                         | 94      | 0,20    |
| 48  | 15 novembre 1999   | Fédéral (partielle)    | Hull—Aylmer                                      | Indépendant                         | 51      | 0,29    |
| 49  | 7 septembre 2000   | Provincial (partielle) | Ancaster—Dundas—Flamborough—Westdale             | Indépendant                         | 80      | 0,24    |
| 50  | 11 septembre 2000  | Fédéral (partielle)    | Kings—Hants                                      | Indépendant                         | 221     | 0,81    |
| 51  | 13 novembre 2000   | Municipal              | Ottawa                                           | -                                   | 677     | 0,27    |
| 52  | 27 novembre 2000   | Fédéral                | Ottawa-Ouest—Nepean                              | Indépendant                         | 89      | 0,17    |
| 53  | 22 mars 2001       | Provincial (partielle) | Parry Sound—Muskoka                              | Indépendant                         | 61      | 0,23    |
| 54  | 2 mai 2002         | Provincial (partielle) | Dufferin—Peel—Wellington—Grey                    | Indépendant                         | 120     | 0,37    |
| 55  | 2 octobre 2003     | Provincial             | Brant                                            | Indépendant                         | 295     | 0,66    |
| 56  | 10 novembre 2003   | Municipal              | Ottawa                                           | -                                   | 1 166   | 0,63    |
| 57  | 13 mai 2004        | Provincial (partielle) | Hamilton-Est (en)                                | Abolitionniste indépendant          | 120     | 0,50    |
| 58  | 28 juin 2004       | Fédéral                | Brant                                            | Indépendant                         | 371     | 0,69    |
| 59  | 17 mars 2005       | Provincial (partielle) | Dufferin—Peel—Wellington—Grey                    | Abolitionniste indépendant          | 85      | 0,31    |
| 60  | 23 janvier 2006    | Fédéral                | Brant                                            | Indépendant                         | 219     | 0,36    |
| 61  | 30 mars 2006       | Provincial (partielle) | Nepean—Carleton                                  | Indépendant                         | 112     | 0,37    |
| 62  | 14 septembre 2006  | Provincial (partielle) | Parkdale—High Park                               | Indépendant                         | 77      | 0,27    |
| 63  | 13 novembre 2006   | Municipal              | Brantford                                        | -                                   | 226     | 0,84    |
| 64  | 8 février 2007     | Provincial (partielle) | Burlington                                       | Indépendant                         | 90      | 0,40    |
| 65  | 17 septembre 2007  | Fédéral (partielle)    | Outremont                                        | Indépendant                         | 30      | 0,13    |
| 66  | 10 octobre 2007    | Provincial             | Brant                                            | Indépendant                         | 289     | 0,57    |
| 67  | 8 septembre 2008   | Fédéral (partielle)    | Guelph                                           | Indépendant                         | annulée | annulée |
| 68  | 14 octobre 2008    | Fédéral                | Guelph                                           | Indépendant                         | 58      | 0,10    |
| 69  | 5 mars 2009        | Provincial (partielle) | Haliburton—Kawartha Lakes—Brock                  | Indépendant                         | 94      | 0,26    |
| 70  | 17 septembre 2009  | Provincial (partielle) | St. Paul's                                       | Indépendant                         | 47      | 0,17    |
| 71  | 9 novembre 2009    | Fédéral (partielle)    | Hochelaga                                        | Indépendant                         | 69      | 0,39    |
| 72  | 4 février 2010     | Provincial (partielle) | Toronto-Centre                                   | Indépendant                         | 66      | 0,25    |
| 73  | 4 mars 2010        | Provincial (partielle) | Ottawa-Ouest—Nepean                              | Indépendant                         | 230     | 0,81    |
| 74  | 25 octobre 2010    | Municipal              | Brantford                                        | -                                   | 61      | 0,22    |
| 75  | 6 octobre 2011     | Provincial             | Brant                                            | Parti pauvre (en)                   | 86      | 0,2     |
| 76  | 19 mars 2012       | Fédéral (partielle)    | Toronto—Danforth                                 | Parti pauvre (en)                   | 57      | 0,18    |
| 77  | 6 septembre 2012   | Provincial (partielle) | Kitchener—Waterloo                               | Parti pauvre (en)                   | 23      | 0,05    |
| 78  | 1er août 2013      | Provincial (partielle) | Ottawa-Sud                                       | Parti pauvre (en)                   | 58      | 0,16    |
| 79  | 25 novembre 2013   | Fédéral (partielle)    | Toronto-Centre                                   | Indépendant                         | 56      | 0,20    |
| 80  | 13 février 2014    | Provincial (partielle) | Thornhill                                        | Parti pauvre (en)                   | 47      | 0,17    |
| 81  | 12 juin 2014       | Provincial             | Brant                                            | Parti pauvre (en)                   | 60      | 0,12    |
| 82  | 30 juin 2014       | Fédéral (partielle)    | Trinity—Spadina                                  | Indépendant                         | 141     | 0,41    |
| 83  | 27 octobre 2014    | Municipal              | Brantford                                        | -                                   | 133     | 0,55    |
| 84  | 17 novembre 2014   | Fédéral (partielle)    | Whitby—Oshawa                                    | Indépendant                         | 101     | 0,29    |
| 85  | 5 février 2015     | Provincial (partielle) | Sudbury                                          | Parti pauvre                        | 25      | 0,10    |
| 86  | 3 septembre 2015   | Provincial (partielle) | Simcoe-Nord                                      | Parti pauvre                        | 47      | 0,12    |
| 87  | 19 octobre 2015    | Fédéral                | Brantford—Brant                                  | Indépendant                         | 164     | 0,26    |
| 88  | 11 février 2016    | Provincial (partielle) | Whitby—Oshawa                                    | Parti pauvre                        | 11      | 0,03    |
| 89  | 1er septembre 2016 | Provincial (partielle) | Scarborough—Rouge River                          | Parti pauvre                        | 37      | 0,15    |
| 90  | 17 novembre 2016   | Provincial (partielle) | Ottawa—Vanier                                    | Parti pauvre                        | 48      | 0,16    |
| 91  | 3 avril 2017       | Fédéral (partielle)    | Ottawa—Vanier                                    | Indépendant                         | 153     | 0,51    |
| 92  | 1er juin 2017      | Provincial (partielle) | Sault Ste. Marie                                 | Parti pauvre                        | 47      | 0,18    |
| 93  | 11 décembre 2017   | Fédéral (partielle)    | Scarborough—Agincourt                            | Indépendant                         | 145     | 0,79    |
| 94  | 7 juin 2018        | Provincial             | Brantford—Brant                                  | Parti pauvre                        | 60      | 0,10    |
| 95  | 18 juin 2018       | Fédéral (partielle)    | Chicoutimi—Le Fjord                              | Indépendant                         | 98      | 0,41    |
| 96  | 22 octobre 2018    | Municipal              | Brantford                                        | -                                   | 128     | 0,53    |
| 97  | 3 décembre 2018    | Fédéral (partielle)    | Leeds—Grenville—Thousand Islands et Rideau Lakes | Indépendant                         | 111     | 0,38    |
| 98  | 25 février 2019    | Fédéral (partielle)    | York—Simcoe                                      | Indépendant                         | 64      | 0,39    |
| 99  | 21 octobre 2019    | Fédéral                | Brantford—Brant                                  | Indépendant                         | 146     | 0,22    |
| 100 | 27 février 2020    | Provincial (partielle) | Orléans                                          | Parti pauvre                        | 32      | 0,12    |
| 101 | 26 octobre 2020    | Fédéral (partielle)    | York-Centre                                      | Indépendant                         | 104     | 0,58    |
| 102 | 20 septembre 2021  | Fédéral                | Brantford—Brant                                  | Indépendant                         | 136     | 0,21    |
| 103 | 2 juin 2022        | Provincial             | Brantford—Brant                                  | Indépendant                         | 157     | 0,33    |
| 104 | 24 octobre 2022    | Municipal              | Brantford                                        | -                                   | 343     | 1,71    |
| 105 | 12 décembre 2022   | Fédéral (partielle)    | Mississauga—Lakeshore                            | Indépendant                         | 14      | 0,06    |
| 106 | 16 mars 2023       | Provincial (partielle) | Hamilton-Centre                                  | Indépendant                         | 37      | 0,21    |
| 107 | 19 juin 2023       | Fédéral (partielle)    | Oxford                                           | Indépendant                         | 171     | 0,44    |
| 108 | 27 juillet 2023    | Provincial (partielle) | Scarborough—Guildwood                            | Indépendant                         | 20      | 0,13    |
| 109 | 30 novembre 2023   | Provincial (partielle) | Kitchener-Centre                                 | Indépendant                         | 13      | 0,06    |
| 110 | 2 mai 2024         | Provincial (partielle) | Milton                                           | Indépendant                         | 64      | 0,23    |
| 111 | 16 septembre 2024  | Fédéral (partielle)    | LaSalle—Émard—Verdun                             | Indépendant                         | 16      | 0,1     |
| 112 | 19 septembre 2024  | Provincial (partielle) | Baie de Quinte                                   | Indépendant                         | 149     | 0,40    |